# 제31회 카를로비바리 국제 영화제
제31회 카를로비바리 국제 영화제는 1996년 7월 5일에 열린 시상식이다.

## 수상 및 후보

### 대상(장편)
- 코카서스의 죄수 - 세르게이 보드로프 수상

### 심사위원특별상(장편)
- 세인트 클라라 - 아리 폴만 외1명 수상

### 감독상(장편)
- Hagyj?l?va V?zka (L?ermese) - 페테르 고테르 수상

### 여우주연상(장편)
- 비밀의 꽃 - 마리사 파레데스 수상

### 남우주연상(장편)
- 사랑의 요리사 - 피에르 리샤드 수상

### 다큐멘터리상
- I´m so-so - Krzysztof Wierzbicki 수상

### 영화제 위원장상
- 그레고리 펙 수상